# Chaga (E.30) jezici
Chaga (E.30) jezici, jedna od četiri podskupine centralnih bantu jezika iz zone E, s područja Tanzanije. Ostale su: kikuyu-kamba (E.20), Kuria (E.10) i Nyika (E.40). Obuhvaća (7) jezika, to su: 
- gweno ili kigweno [gwe], 2.200 (2006);
- kahe [hka], 2.700 (1987);
- machame ili kimashami [jmc], 300.000 (1992 UBS);
- mochi ili kimochi [old], 597.000 (2000);
- rombo [rof], nepoznato;
- rwa ili kirwo ili rwo [rwk], 90.000 (1987).;
- vunjo ili kivunjo [vun], 300.000 (1992 UBS).[1]

## Vanjske poveznice
- Ethnologue (14th)
- Ethnologue (15th)